# Benedizioni di Clermont-Ferrand
Le Benedizioni di Clermont-Ferrand sono considerate la più antica testimonianza di lingua provenzale e sono così chiamate dal nome del comune francese dove sono conservate. Si trovano sui margini di un codice latino databile al X secolo.
Si tratta di due formule usate per invocare la guarigione da alcuni mali.
"Tomida femina" è uno di questi due testi.